# Behrendorf (Altmark)
Behrendorf is een plaats en voormalige gemeente in de Duitse deelstaat Saksen-Anhalt, en maakt deel uit van de Landkreis Stendal.
Behrendorf telt 526 inwoners.